# Earthshine
Earthshine – drugi album studyjny polskiej grupy muzycznej Tides From Nebula. Wydawnictwo ukazało się 9 maja 2011 roku nakładem wytwórni muzycznej Mystic Production. Nagrania zostały zarejestrowane w Preisner Studio, należącym do kompozytora Zbigniewa Preisnera, również współautora muzyki i koproducenta płyty.
Promując album zespół pojechał w najdłuższą dotychczasową trasę polską, trasę europejską z God Is An Astronaut, a także zagrał koncerty z Marillion.

## Lista utworów
Opracowano na podstawie materiału źródłowego.
1. "These Days, Glory Days" (muz. Tides From Nebula, Zbigniew Preisner) - 6:44
2. "The Fall Of Leviathan" (muz. Tides From Nebula, Zbigniew Preisner) - 8:28
3. "Waiting For The World To Turn Back" (muz. Tides From Nebula) - 3:05
4. "Caravans" (muz. Tides From Nebula, Zbigniew Preisner) - 9:59
5. "White Gardens" (muz. Tides From Nebula) - 6:13
6. "Hypothermia" (muz. Tides From Nebula) - 2:39
7. "Siberia" (muz. Tides From Nebula, Zbigniew Preisner) - 10:03
8. "Cemetery Of Frozen Ships" (muz. Tides From Nebula) - 5:48